# Facultad de Jurisprudencia y Ciencias Sociales de la Universidad de El Salvador
La Facultad de Jurisprudencia y Ciencias Sociales de la Universidad de El Salvador es la más antigua de las facultades de la Universidad de El Salvador y de la República de El Salvador. La Facultad se divide entre la Escuela de Ciencias Jurídicas y la Escuela de Relaciones Internacionales.

## Historia de la Facultad

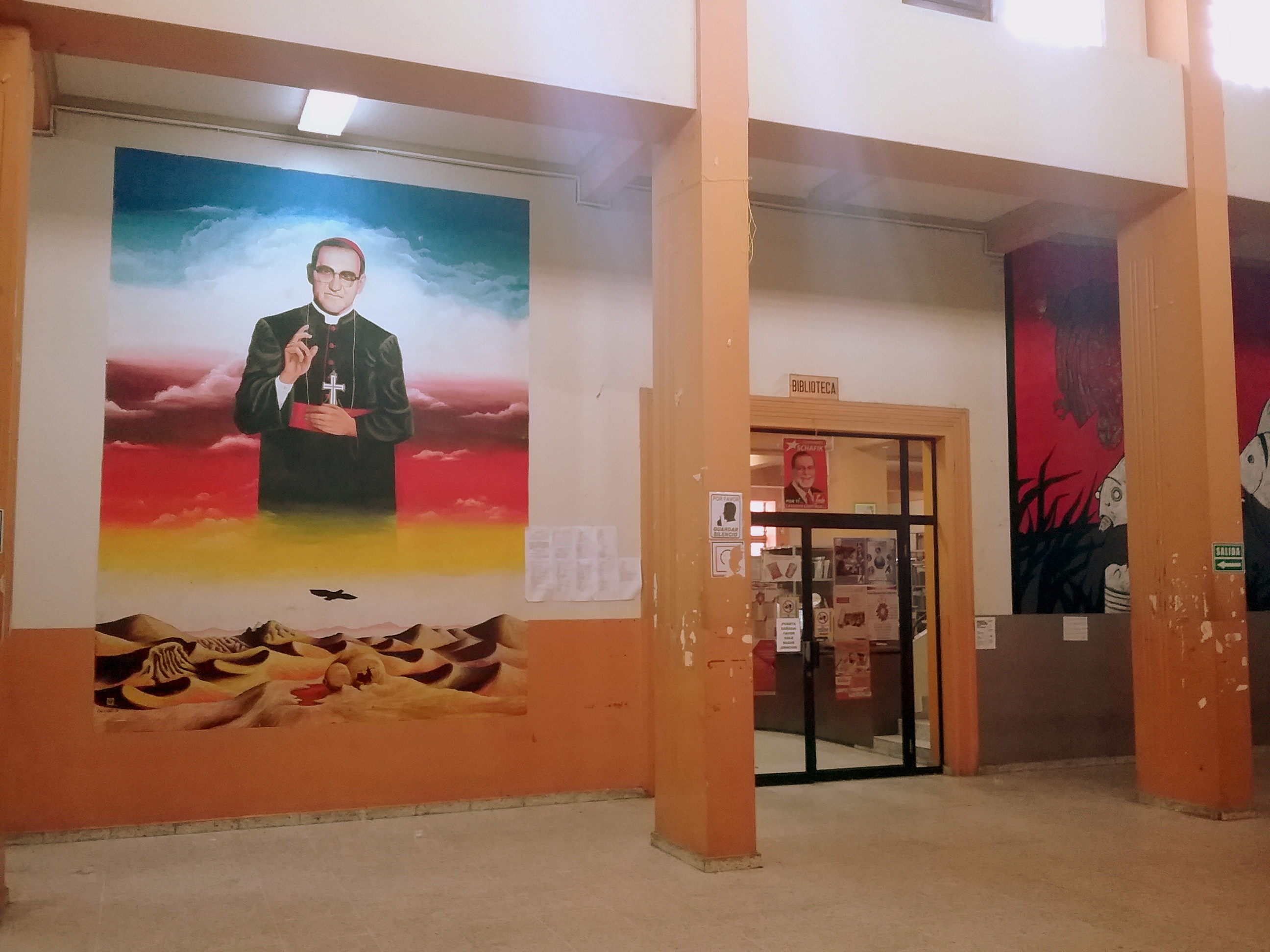
Biblioteca de la Facultad.

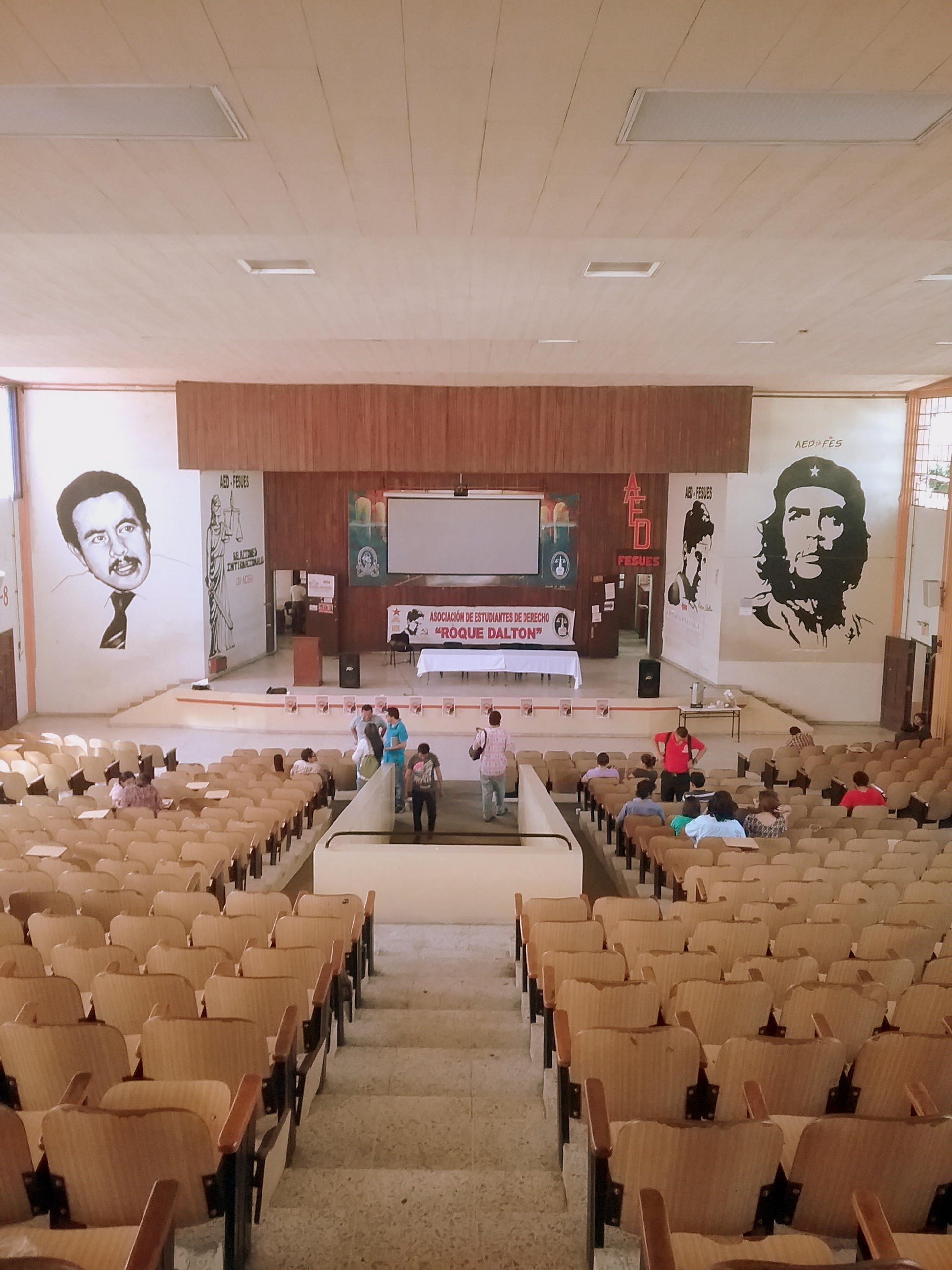
Interior del auditorio Herbert Anaya Sanabria.

A partir del año 1843 se estableció la cátedra de "Cánones y Jurisprudencia" en la Universidad de El Salvador. Entre sus catedráticos más célebres durante sus primeros años de existencia estuvieron el presbítero católico y doctor Isidro Menéndez, el licenciado Francisco Dueñas y el licenciado José Damián Villacorta. Para el año 1850, ya se impartían, en la Universidad de El Salvador, cuatro cátedras jurídicas: Derecho Civil, Derecho Canónico, Derecho Natural y Leyes Patrias. Sin embargo, es hasta el 19 de octubre de 1880, cuando por Decreto Ejecutivo se establece formalmente la facultad.
Desde su creación, la Facultad ofrecía como única carrera el Doctorado en Jurisprudencia y Ciencias Sociales, que tenía una duración de siete años. Los graduados de esta carrera recibían automáticamente la autorización como abogados y notarios de la República. En la década de 1970, el pénsum de la carrera fue modificado, el tiempo de estudio se redujo a cinco años y pasó a denominarse Licenciatura en Ciencias Jurídicas. En 1968 se creó una segunda carrera, la Licenciatura en Relaciones Internacionales. 
En 1993 se crea el plan de estudios que se caracterizaba por brindar "cursos integrados", como el "curso jurídico-filosófico-político", "curso civil y mercantil" o el "curso socioeconómico". Dicho plan estaba diseñado por cursos y no por materias, pues cada ciclo era prerrequisito para el siguiente, salvo las materias denominadas complementarias, que no eran prerrequisito de las materias denominadas ordinarias. Este plan de estudios se catalogó como obsoleto por contener materias como Contabilidad, Inglés I, II, II, IV y V, e incluso los cursos integrados. En el año 1997 se crearon formalmente las escuelas de Ciencias Jurídicas y Relaciones Internacionales. 
En el año 2002 ambas Escuelas funcionaron fuera del campus central, desarrollando sus actividades en las cercanías de la Avenida España, en la zona del centro histórico de San Salvador, por la reconstrucción y modernización de la Ciudad Universitaria tras los terremotos de 2001 y porque también sería sede de los XIX Juegos Centroamericanos y del Caribe, volviendo en el año 2003 a las instalaciones actuales que comprenden el Edificio Histórico y el Edificio de Aulas compartidas con la Facultad de Ciencias Económicas, del cual 6 aulas le corresponden a la Escuela de Relaciones Internacionales.
La nueva Escuela de Relaciones Internacionales nació con un nuevo plan de estudios denominado Plan 2005, fundamentado en la esfera política, económica, el derecho internacional, idiomas y técnico-profesional. Así mismo, se creó el plan de estudios 2007 para la Licenciatura en Ciencias Jurídicas, tras una ardua labor y lucha entre los cuatro departamentos que disputaron los espacios vacantes tras la eliminación de las materias "complementarias" (que eran obligatorias para obtener la calidad de egresado). 

## Junta Directiva de la Facultad
La Junta Directiva es el órgano colegiado de mayor jerarquía administrativa a nivel de la facultad, responsable de las funciones administrativas, financieras, académicas, técnicas y disciplinarias de la misma. Está compuesta por 14 personas: el decano y vicedecano, 2 representantes docentes propietarios y 2 suplentes, 2 representantes del sector profesional no docente y 2 suplentes, 2 representantes propietarios del sector estudiantil y 2 suplentes. Para tomar cualquier tipo de acuerdo es necesario que concurran 5 votos (de 7 posibles). 
Desde 2015, Evelyn Beatriz Farfán Mata funge como decana de dicha facultad y José Nicolás Ascencio como vicedecano. 

## Alumnos destacados
Entre los alumnos más destacados que han pasado por la facultad, en su larga historia, están:
- Los expresidentes salvadoreños Álvaro Magaña y Armando Calderón Sol.
- El diplomático José Gustavo Guerrero (que presidió la Corte Internacional de Justicia de La Haya)
- El historiador Jorge Arias Gómez
- Los escritores Alfredo Espino, Hugo Lindo, Roque Dalton y David Escobar Galindo
- Los líderes de izquierda Agustín Farabundo Martí y Schafik Handal
- Los exmagistrados de la Corte Suprema de Justicia de El Salvador Napoleón Rodríguez Ruiz y René Fortín Magaña
- El expresidente de la Asamblea Constituyente de 1950 Reynaldo Galindo Pohl

## Oferta académica
Carreras de pregrado:
- Licenciatura en Ciencias Jurídicas
- Licenciatura en Relaciones Internacionales
- Licenciatura en Ciencia Política

Carreras de posgrado:
- Maestría en Derecho Penal Económico
- Maestría en Derecho Privado
- Maestría en Derecho Administrativo y Políticas Públicas
- Maestría en Ciencia Política y Gestión Pública
- Maestría en Estudios de Género
- Maestría en Gerencia de Proyectos y Planificación para el Desarrollo

## Licenciatura en Ciencias Jurídicas
Las actividades académicas de la Licenciatura en Ciencias Jurídicas se desarrollan en dos currículos: el plan de estudios de 1993 (reformado) y el currículo de 2007, que es bastante similar al antiguo plan 1980, aprobado por el Consejo Superior Universitario, según acuerdo núm. 083 - 2005 (V - 7.4), 4 de octubre de 2007. 
La docencia, en la escuela de Ciencias Jurídicas, se imparte por medio de cuatro departamentos: Ciencias Políticas y Sociales; Derecho Penal; Derecho Público; y Derecho Privado y Procesal. 
En el plan de estudios 2007 desaparece la figura del Jefe de Departamento y se sustituye por la de Coordinador de Área: "Bajo la concepción de áreas de conocimiento, cada Jefe o Director de Departamento se convierte en un Coordinador de las actividades académico científicas, bajo la dirección de la Escuela de Ciencias Jurídicas".
A cada una de las cinco áreas de conocimiento en las que se organiza en Plan de Estudios, corresponden las siguientes sub-áreas: 
Ciencias Políticas y Sociales: comprende las sub-áreas Jurídica, Política, Filosófica, Sociológica, Económica y de Investigación Social.
Derecho Público: se integra por las sub-áreas Constitucional, Administrativo, Financiero, Tributario, Internacional Público, Municipal, Derechos Humanos, Marítimo e Internacional Humanitario.
Derecho Social: comprende a su vez las sub-áreas de derecho Laboral, Seguridad Social, Agrario, Familia, Cooperativo, Ambiental y Consumidores.
Derecho Penal: se integra por las sub-áreas Derecho Penal, Derecho Procesal Penal, Criminología, Ejecución de penas y medidas de seguridad, Investigación del Delito y Técnicas de Oralidad.
Derecho Privado: esta área comprende las sub-áreas de Derecho Civil, Mercantil, Procesal, Notarial y Registral.
Otra de las innovaciones del plan de estudios 2007 es la posibilidad de elegir 3 cursos (electivos) de un catálogo de 12 materias que se muestran a continuación:
- Investigación Jurídica
- Interpretación y Argumentación Jurídica
- Técnica Legislativa
- Mecanismos de Protección de los Derechos Humanos
- Derecho de los Consumidores
- Derecho Penal Económico
- Curso Especial de Derecho Penal
- Investigación Científica del Delito
- Derecho Bancario y Bursátil
- Derecho Marítimo
- Curso Especial de Derecho Procesal
- Ejercicio y Práctica Notarial

## Escuela de Relaciones Internacionales
En 1964, para desarrollar su proceso de enseñanza-aprendizaje, la facultad se organizó en tres departamentos: Derecho Privado, Derecho Penal y el de Ciencias Sociales y Políticas. Este último cambió su denominación en 1967 a Ciencias Políticas y Sociales; creando en 1968 el Departamento de Ciencias Políticas y Sociales. En ese mismo año, la Facultad tomó una dimensión mayor al proponer la creación de la carrera de Relaciones Internacionales, adscrita al Departamento de Ciencias Políticas y Sociales; la cual fue aprobada por el Consejo Superior Universitario en 1970. Debe agregarse que a partir de ese año, docentes y alumnos de esta carrera construyeron su propia identidad.
En 1980 se reorganiza la facultad de la manera siguiente: la carrera de Licenciatura en Ciencias Jurídicas es atendida por los Departamentos de Ciencias Políticas y Sociales, Derecho Penal, Derecho Privado y Procesal y Derecho Público; mientras que la Licenciatura en Relaciones Internacionales es atendida por el Departamento de Relaciones Internacionales, creado bajo oficio # 635 de fecha 3 de noviembre de 1971. La estructura inicial del Departamento fue un director y cuerpo docente (extranjeros) y tres instructores. 
En 1971 el plan de estudios de Relaciones Internacionales fue sometido a una revisión por parte del Departamento de Ciencias Políticas y Sociales de la facultad. Dicha revisión volvió rígido el sistema al desaparecer las materias optativas y se establecen las siguientes áreas del conocimiento: Política, Jurídica, Económica, Histórica, Sociológica e Idiomas. Este plan fue reformado en 1973 con el objeto de adaptarlo a la realidad cambiante, al desarrollo del mercado y experiencia de instituciones semejantes. Previo a ello, la intervención militar del 19 de julio de 1972 redujo el Departamento a Sección. Sin embargo, el estatus de Departamento fue recuperado más tarde y en 1980 el Departamento de Ciencias Políticas sustituyó algunas materias del área básica, modificando el plan anterior.
Paralela a esta modificación, la intervención militar del 26 de junio de 1980 provocó un aplazamiento de las actividades académico-administrativas, reanudadas hasta 1985. Con la reanudación, se realizó una reforma curricular para actualizar y hacer más eficiente la carrera. De esto surgió el Plan de Estudios de 1986. De manera similar se hizo en 1992 otro esfuerzo de reforma curricular, pero en esta oportunidad para ambas carreras, surgiendo el Plan de Estudios de 1993 aprobado por el Consejo Superior Universitario según acuerdo N.º 137-91-95 (IX) de fecha 3 de abril de 1995. Actualmente se administran tanto el Plan de Estudios 1993, como el recién estrenado Plan 2005, el cual innova las temáticas de la disciplina acorde a las necesidades más apremiantes de la sociedad nacional e internacional y prepara con mejores herramientas a los futuros profesionales.
En la actualidad, la dirección de la Escuela de Relaciones Internacionales está a cargo del maestro Nelson Ernesto Rivera Díaz. A partir del año 2010, se imparte el nuevo Plan de Estudios afectando los ingresos 2009 y 2010. En dicha reforma se planeó corregir ciertos defectos que trajo consigo el Plan 2005, reforzando ciertas áreas en las que este se encontraba débil. Algunos cambios importantes fueron el giro focal para ciertas materias, inclusión de nuevas áreas de estudio, sustitución de los seminarios de graduación impartidos en el último año por nuevos talleres especializados, cambios en el área de idiomas, entre otros.

## Población estudiantil
De acuerdo a las estadísticas de la UES, la población estudiantil de la facultad ha experimentado una curva según la cual ha aumentado del año 2005 al año 2008, decreciendo sensiblemente el año 2009. En 2010 creció considerablemente la demanda de ambas carreras, sobre todo en la Escuela de Relaciones Internacionales, como se muestra a continuación: 
Año 2005: 
Licenciatura en Ciencias Jurídicas: Total: 3.095. Hombres: 1.106. Mujeres: 1.989. 
Licenciatura en Relaciones Internacionales: Total: 867. Hombres: 203. Mujeres: 664. 
Total: 3.962. 
Año 2006: 
Licenciatura en Ciencias Jurídicas: Total: 3.013. Hombres: 1.102. Mujeres: 1.911. 
Licenciatura en Relaciones Internacionales: Total: 871. Hombres: 197. Mujeres: 674. 
Total: 3.884. 
Año 2007: 
Licenciatura en Ciencias Jurídicas: Total: 3.030. Hombres: 1.104. Mujeres: 1.926. 
Licenciatura en Relaciones Internacionales: Total: 905. Hombres: 202. Mujeres: 703. 
Total: 3.935. 
Año 2008: 
Licenciatura en Ciencias Jurídicas: Total: 3.021. Hombres: 1.111. Mujeres: 1.910. 
Licenciatura en Relaciones Internacionales: Total: 936. Hombres: 213. Mujeres: 723. 
Total: 3.957 
Año 2009: 
Licenciatura en Ciencias Jurídicas: Total: 2.711. Hombres: 1.005. Mujeres: 1.706. 
Licenciatura en Relaciones Internacionales: Total: 971. Hombres: 232. Mujeres: 739. 
Total: 3.682.
Año 2010:
Licenciatura en Ciencias Jurídicas: Total: 3.124. Hombres: 1.236. Mujeres 1.888.
Licenciatura en Relaciones Internacionales: Total: 1.135. Hombres: 287. Mujeres: 848.
Total: 4.259
Año 2011:
Licenciatura en Ciencias Jurídicas: Total: 2.725. Hombres: 1.095. Mujeres: 1.630.
Licenciatura en Relaciones Internacionales: Total: 1.044. Hombres: 280. Mujeres: 764.
(Datos temporales del 21 de febrero de 2011)